# Антисептики
А́нтисе́птики (від грец. Άντί — проти і σηπτικός — гноїстий) — лікарські протимікробні засоби, які застосовують для запобігання процесів інфікування, сеспсису, гниття (наприклад, у ранах, що утворюються після великих операцій або травм). 
Антисептики застосовуються для обробки рук хірургів і медичного персоналу перед контактом із пацієнтами та в застосуваннях  безпечного сексу
Деякі антисептики є дійсно бактеріоцидними (герміцидними), здатними знищувати мікробів, в той час як інші є бактеріостатичними і тільки запобігають або пригнічують їхній ріст.
Антибактеріальними препаратами є антисептики, чия здатність діяти проти бактерій була доведена. Мікробіциди, які руйнують вірусні частки, прийнято називати противірусними препаратами.

## Дія
Для росту бактерій необхідне живильне середовище, волога, кисень (якщо бактерії є аеробними), а також певна мінімальна температура. Ці умови були вивчені завдяки досвіду консервування харчових продуктів та давній практиці бальзамування померлих, для якої характерно найраніше з відомих систематичне використання антисептиків.
Перш, ніж сформувалося поняття мікробів, багато уваги приділялося запобіганню гниттю: визначалася кількість агента, який повинен бути використаний, щоб запобігти утворенню гною і гниттю. Однак у зв'язку з відсутністю розвиненого розуміння мікробної теорії цей метод був неточним, і сьогодні антисептики оцінюють за їхнім впливом на чисті культури певних мікробів і / або їхні вегетативні та спорові форми.
На сьогодні водний розчин фенолу певної фіксованої сили використовується як стандарт, із яким порівнюються інші антисептики.

## Використання антисептиків у медицині
Широке поширення антисептичних хірургічних методів послідувало після публікації роботи Джозефа Лістера «Антисептичний принцип у хірургічній практиці» в 1867 році, натхненної «мікробною теорією гниття» Луї Пастера. У 1865 році він, переконавшись в антисептичних властивостях карболової кислоти, яку в 1860-му році став використовувати паризький аптекар Лемер, застосував пов'язку з її розчином у лікуванні відкритого перелому. У 1867 році вийшла стаття Лістера «Про новий спосіб лікування переломів і гнійників із зауваженнями про причини нагноєння». У ній були викладені основи пропонованого ним антисептичного методу. Лістер увійшов в історію хірургії як основоположник антисептики, створивши перший цілісний, багатокомпонентний, спосіб боротьби з інфекцією.
Метод Лістера включав багатошарову пов'язку (до рани прилягав шар шовку, просочений 5 % розчином карболової кислоти, поверх неї накладали 8 шарів марлі, просочених тим же розчином із додаванням каніфолі, все це покривалося прогумованою тканиною і фіксувалося бинтами, просоченими карболовою кислотою), обробку рук, інструментів, перев'язувального і шовного матеріалу, операційного поля — 2-3 % розчином, стерилізація повітря в операційній (із застосуванням спеціального «Спрею» до і під час втручання).
Лістеровська антисептика, крім прихильників, мала багато затятих супротивників. Це було пов'язано з тим, що карболова кислота мала виражену токсичну і подразнюючу дію на тканини хворого і руки хірурга (плюс розпорошення розчину карболової кислоти в повітрі операційної), що змушувало засумніватися деяких хірургів в цінності даного методу.
Через 25 років, на зміну антисептичного методу Лістера прийшов новий метод — асептичний. Результати його застосування виявилися настільки вражаючі, що з'явилися заклики до відмови від антисептики і виключенню антисептичних засобів з хірургічної практики. Однак обійтися без них в хірургії виявилося неможливо.
Завдяки успіхам хімії для лікування гнійних ран і інфекційних процесів був запропонований ряд нових антисептичних засобів, значно менш токсичних для тканин і організму хворого, ніж карболова кислота. Подібні ж речовини стали використовуватися для обробки хірургічних інструментів і оточуючих пацієнта предметів. Таким чином, поступово, асептика тісно переплелася з антисептиками, зараз без єдності цих двох дисциплін хірургія просто не мислима.
В арсенал хірургів також увійшли різноманітні засоби біологічної природи (біологічна антисептика).

## Немедичне застосування антисептиків
Антисептики знайшли застосування в харчовій промисловості. Зокрема, багато консервантів базуються на антисептичних властивостях, що пригнічують розвиток мікрофлори в законсервованих продуктах. Наприклад, окис етилену використовується як для дезінфекції медичної апаратури (наразі — передусім чутливої до нагрівання), так і як складова частина «банан-газу» (суміш з аргоном, зазвичай з 10-20-процентним вмістом окису етилену). Банан-газ використовується для «консервування» свіжих фруктів, без зміни їхніх харчових властивостей.
Лакофарбові матеріали з антисептичними властивостями застосовуються в будівництві для захисту матеріалів з дерева від сапрофітичної мікрофлори.
Деревні антисептики допомагають захистити деревину від гниття, цвілі, синяви, комах, вологи, загоряння і горіння, зберігають свіжоспиляну деревину на період транспортування. Антисептики входять до складу миючих засобів, що застосовуються в побуті, на підприємствах громадського харчування, промислових підприємствах та інших установах.
Антисептики для рук — дезінфікуючі засоби для гігієни, наприклад на основі спирту. Цей тип дезінфікуючого засобу використовується в побуті і на виробництві для запобігання передачі патогенних мікроорганізмів, а також для дотримання елементарних правил гігієни рук в місцях громадського користування.
Антисептики застосовують під час безпечного сексу для запобігання зараження захворюваннями, які передаються статевим шляхом. Застосування антисептиків значно знижує, але повністю не усуває ризик зараження захворюваннями, які передаються статевим шляхом.

## Групи антисептиків

### Спирти
До найбільш розповсюджених спиртів належать етанол (60-90 %), 1-пропанол (60-70 %) і 2 — пропанол / ізопропанол (70-80 %) або суміші цих спиртів. Також вони мають назву «хірургічні спирти». Використовуються для дезінфекції шкіри перед ін'єкціями, часто разом із йодом (настоянка йоду) або деякими катіонними поверхнево-активними речовинами (бензалконію хлорид 0.05-0.5 %, хлоргексидин 0,2-4,0 % або октенидину дигідрохлорид 0.1-2.0 %), а також входять до складу антисептиків для рук побутового використання.

### Окисники
Перекис водню, перманганат калію, борна кислота
Перекис водню
Використовується як 6 % так і 3 % розчини. Для дезінфекції інструментарію, очищення і дезодорації ран і виразок. Найбільш поширеним є 3 % розчини перекису водню, який також використовується в побуті для обробки подряпин, і т. д. Однак, навіть така концентрація не рекомендується для тривалого догляду за раною, оскільки призводить до утворення рубців і збільшення часу загоєння.
У 2018 році розпочато суспільну (а не наукову) дискусію, щодо ефективності даного засобу
Борна кислота
Використовується в супозиторіях для лікування грибкових інфекцій піхви, і як противірусний засіб, щоб скоротити тривалість герпес-вірусної атаки. Також додається до складу кремів від опіків. Крім того, часто використовується в розчині для очних контактних лінз.

Четвертинні амонієві сполуки(ЧАС)
Включають такі хімічні речовини, як: бензалконію хлорид (BAC), цетилтріметіламмонія бромід (CTMB), цетілпірідінхлорід (Cetrim, CPC) і хлорид бензетонія (БЗТ). Бензалконію хлорид використовується в деяких дезінфікуючих засобах для передопераційної обробки шкіри (0.05-0.5 %) і в антисептичних рушниках. Антимікробна дія ЧАС інактивується аніонними поверхнево-активними речовинами, таким як мило.

### Барвники
Діамантовий зелений, метиленовий синій, етакридину лактат
Діамантовий зелений
Триарилметановий барвник досі широко використовується як 1 % розчин етанолу в Східній Європі і країнах колишнього СРСР для лікування невеликих ран і наривів. Ефективний проти грам-позитивних бактерій.

### Галоїди
Хлоргексидин, йод та його сполуки, хлорамін
Хлоргексидину біглюконат
Похідний від бігуанідіна, використовується в концентрації 0,5-4,0 % самостійно або в нижчих концентраціях у комбінації з іншими сполуками, такими як спирти. Використовується як антисептик для шкіри і для лікування запалення ясен (гінгівіт). Ці катіонні поверхнево-активні речовини схожі на ЧАС.
Йод та його сполуки і розчини
Зазвичай використовується в спиртовому розчині (так звані настоянки йоду) або в розчині Люголя як перед- і післяопераційного антисептик. Не рекомендується для обробляння невеликих ран тому, що він викликає утворення рубців тканини і подовжує час загоєння. Великою перевагою йоду є широкий спектр антимікробної активності, він убиває всі основні патогени і, при тривалому впливі, навіть спори, які вважаються найбільш складною формою мікроорганізмів для інактивації антисептиками. Оскільки сам йод є хімічно активним, у хірургії використовують ще більш розведений розчин: йодонат, йодпірон, йодліпол та інш.
Ще одним антисептиком на основі йоду є йодинол — суміші сполук йоду з полівініловим спиртом.

### Детергенти
Димексид, декасан, діоксидин, зелене мило
Димексид
Використовують сильно розведений розчин для промивання ран, промивання порожнин тіла людини. Має специфічний запах «часнику». Недоліком є швидка втрата активності при впливі несприятливих факторів (тепло, пряме сонячне світло, контакт із киснем та інш).

Меркурохром
Не визнаний безпечним і ефективним Управлінням з контролю якості харчових продуктів і лікарських препаратів США (FDA) через побоювання з приводу вмісту ртуті. Інші застарілі ртутьорганічні антисептики включають біс-(фенілртуть) моногідроборат (Famosept).
Октенідіна дигідрохлорид
Катіонні поверхнево-активні речовини та біс-(dihydropyridinyl)-декан похідні, використовувані в концентрації 0,1-2,0 %. Схожий по своїй дії на ЧАС, але має більш широкий спектр діяльності. Октенідін в даний час все частіше використовується в континентальній Європі, як замінник ЧАС і хлоргексидину (у зв'язку з його повільним дією і побоювання з приводу канцерогенних домішок 4-хлоранілін) у водо-і спиртовмісних антисептиках для шкіри і слизової оболонки. У водних складах, часто посилюється з додаванням 2-феноксиетанол.

Сполуки фенолу (карболова кислота, Резорцин)
Використовується як «скраб» для обробки рук медперсоналу перед операцією. Також використовується у вигляді порошку, як антисептична дитяча присипка для пупка, коли він заживає. Фенол використовується в рідинах для полоскання рота і горла, має знеболювальний і антисептичний ефект.
Полігексанід (полігексаметиленгуанідин бігуанідів, РНМВ)
Антимікробні з'єднання придатні для клінічного використання при інфікованих гострих і хронічних ранах. Фізико-хімічний вплив на бактеріальну середу перешкоджає розвитку стійких штамів бактерій.

## Розвиток опірності мікробів до антисептиків
При тривалому впливі антисептиків і антибіотиків, бактерії можуть еволюціонувати до точки, коли вони більше не гинуть від цих речовин. Різні антисептики відрізняються тим, наскільки вони провокують розвиток бактерій, виробляючи генетичний захист від конкретних сполук. Пристосування також може залежати від дозування; опір може відбуватися при низьких дозах, але не при високих. Стійкість до однієї сполуки може іноді підвищувати стійкість до інших.
Як наслідок, в сучасній медицині сформувались поняття лікарняна мікрофолора, внутрішньолікарняна інфекція.